# Міжнародна Федерація перемоги над комунізмом
Міжнародна федерація за перемогу над комунізмом (англ. International Federation for Victory Over Communism, IFVOC) — це громадсько-політична організація, афілійована з «Церквою Об'єднання». Вона була заснована Мун Сон Мьоном 13 січня 1968 року. Декларованою метою організації є наукове дослідження та критика комуністичної теорії і практики. Ідеологічною основою IFVOC, сформульованою її засновником, є критика марксизму-ленінізму та протиставлення йому релігійного світогляду.

## Зноски
1. ↑  Breen, Mike Breen (1984). IFVOC Campaigns in Korea -- A Basis to Overcome Communism. Архів оригіналу за 7 березня 2017. Процитовано 31 травня 2017.